# Neale Fraser
Neale Andrew Fraser (Melbourne, 3 de octubre de 1933-2 de diciembre de 2024) fue un tenista australiano, considerado entre los más destacados jugadores amateur de los años 1960, tanto en individuales como en dobles, especialidad en la que conquistó 11 títulos de Grand Slam.

## Torneos de Grand Slam

### Campeón Individuales (3)
| Año  | Torneo                            | Oponente en la final | Resultado       |
| 1959 | US National Singles Championships | Alex Olmedo          | 6-3 5-7 6-2 6-4 |
| 1960 | Wimbledon                         | Rod Laver            | 6-4 3-6 9-7 7-5 |
| 1960 | US National Singles Championships | Rod Laver            | 6-4 6-4 9-7     |

### Finalista Individuales (4)
| Año  | Torneo                 | Oponente en la final | Resultado           |
| 1957 | Campeonato Australiano | Ashley Cooper        | 3-6 11-9 4-6 2-6    |
| 1958 | Wimbledon              | Ashley Cooper        | 6-3 3-6 4-6 9-11    |
| 1959 | Campeonato Australiano | Alex Olmedo          | 1-6 2-6 6-3 3-6     |
| 1960 | Campeonato Australiano | Rod Laver            | 7-5 6-3 3-6 6-8 6-8 |

### Campeón Dobles (11)
| Año  | Torneo                            | Pareja               | Oponentes en la final             | Resultado           |
| 1957 | Campeonato Australiano            | Lew Hoad             | Mal Anderson Ashley Cooper        | 6-3 8-6 6-4         |
| 1957 | US National Doubles Championships | Ashley Cooper        | Gardnar Mulloy Budge Patty        | 4-6 6-3 9-7 6-3     |
| 1958 | Campeonato Australiano            | Ashley Cooper        | Roy Emerson Robert Mark           | 7-5 6-8 3-6 6-3 7-5 |
| 1958 | Campeonato Francés                | Ashley Cooper        | Robert Howe Abe Segal             | 3-6 8-6 6-3 7-5     |
| 1959 | Wimbledon                         | Roy Emerson          | Rod Laver Robert Mark             | 8-6 6-3 14-16 9-7   |
| 1959 | US National Doubles Championships | Roy Emerson          | Alex Olmedo Earl Buchholz         | 3-6 6-3 5-7 6-4 7-5 |
| 1960 | Campeonato Francés                | Roy Emerson          | Nicola Pietrangeli Orlando Sirola | 3-6 2-6 12-14       |
| 1960 | US National Doubles Championships | Roy Emerson          | Rod Laver Robert Mark             | 9-7 6-2 6-4         |
| 1961 | Wimbledon                         | Bandera de Australia | Bob Hewitt Fred Stolle            | 8-6 6-3 14-16 9-7   |
| 1962 | Campeonato Australiano            | Roy Emerson          | José Luis Arilla Andrés Gimeno    | 6-2 8-10 7-5 6-4    |
| 1962 | Campeonato Francés                | Roy Emerson          | Wilhelm Bungert Christian Kuhnke  | 6-3 6-4 7-5         |

### Finalista Dobles (7)
| Año  | Torneo                 | Pareja               | Oponentes en la final             | Resultado              |
| 1954 | Campeonato Australiano | Clive Wilderspin     | Rex Hartwig Mervyn Rose           | 3-6 4-6 2-6            |
| 1955 | Wimbledon              | Ken Rosewall         | Rex Hartwig Mervyn Rose           | 5-7 4-6 3-6            |
| 1957 | Wimbledon              | Lew Hoad             | Budge Patty Gardnar Mulloy        | 10-8 4-6 4-6 4-6       |
| 1959 | Campeonato Francés     | Roy Emerson          | Nicola Pietrangeli Orlando Sirola | 3-6 2-6 12-14          |
| 1958 | Wimbledon              | Ashley Cooper        | Sven Davidson Ulf Schmidt         | 4-6 4-6 6-8            |
| 1960 | Campeonato Australiano | Roy Emerson          | Rod Laver Robert Mark             | 6-1 2-6 4-6 4-6        |
| 1973 | Wimbledon              | Bandera de Australia | Jimmy Connors Ilie Năstase        | 6-3 3-6 4-6 9-8(3) 1-6 |

## Distinciones
- Orden del Imperio Británico en 1974.
- Orden de Australia en 1988.
- El Premio Phillippe Chartier.
- Salón de la Fama del Tenis Internacional en 1981.[3]